# Pema Dönyö Nyinje Wangpo
Pema Dönyö Nyinje Wangpo (1774-1853) was een Tibetaans tulku. Hij was de negende tai situ, een van de invloedrijkste geestelijk leiders van de karma kagyütraditie in het Tibetaans boeddhisme en van de kagyütraditie in het algemeen.
Wangpo erkende Lodrö Thaye als de tulku van Kongpo Bamteng (kong po bam steng sprul sku) die daarmee de eerste in de lijn van Jamgon Kongtrül werd.